# Boarmia decursaria
Boarmia decursaria är en fjärilsart som beskrevs av Walker 1860. Boarmia decursaria ingår i släktet Boarmia och familjen mätare. Inga underarter finns listade i Catalogue of Life.